# Конституция Черногории 1905 года
Конституция Княжества Черногория (серб. Устав за Књажевину Црну Гору / Ustav za Knjaževinu Crnu Goru) — исторически первая конституция, действовавшая на территории княжества, затем королевства Черногория в 1905—1918 годах. Известна также под названием «Никольданской конституции» (серб. Никољдански устав), поскольку была октроирована князем Николой I Петровичем в День святителя Николая. Конституция формально прекратила своё действие после принятия Великой народной скупщиной 26 ноября 1918 года решения о низложении династии Петровичей-Негошей и объединении Черногории с Сербией в Королевство Сербов, Хорватов и Словенцев.

## Октроирование конституции

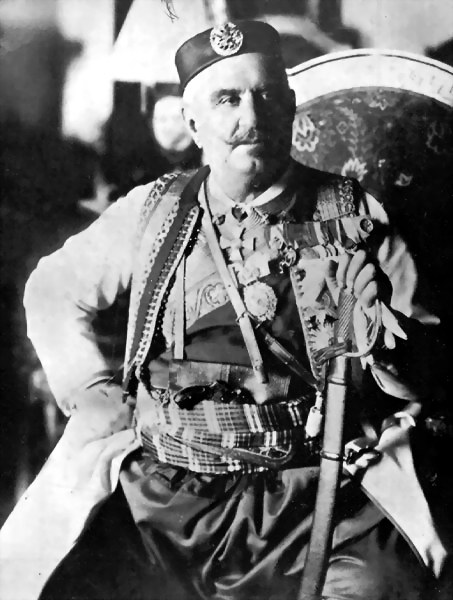
Князь Никола I Петрович, октроировавший конституцию

После окончания Русско-турецкой войны 1877—1878 годов, по итогам которой территория Черногорского княжества увеличилась более чем в два раза, правительство князя Николы I Петровича-Негоша взяло курс на последовательную модернизацию страны, строительство дорог, развитие образования и совершенствование административной системы. Однако реализация данных проектов продвигалась крайне медленно и непрофессионально: политика правительства не находила понимания в патриархальной среде основной массы подданных, неуклонно рос бюрократический аппарат, требовавший всё новых бюджетных расходов, в самом правительстве участились растраты и хищения казённых средств. При этом судебная система, призванная защищать основные права и свободы подданных, не имела чёткой регламентации своей деятельности и была укомплектована людьми без специального образования или опыта судебной работы. Любые проявления оппозиции правящему режиму карались тюремным заключением в тяжелейших условиях, зачастую без всякого судебного разбирательства и на неопределённый срок. Данное положение дел, по словам современника, «смутно понималось народом и производило в нём глухое недовольство».
В самом конце 1902 года князь Никола I начинает масштабную реформу судебно-административной системы, для реализации которой принимается ряд законодательных актов. В ходе реформы была чётко установлена подсудность Верховного («Великого») суда — отныне он стал высшим апелляционным судом княжества, а весь его бывший состав был заменён молодыми людьми с высшим юридическим образованием. Министерство юстиции также возглавил молодой юрист-черногорец. Был принят закон «О княжеском правительстве», определивший порядок его формирования и компетенцию, и аналогичный закон о Государственном совете. Новый пространный закон о чиновниках чётко определил их права и обязанности, порядок прохождения государственной службы и выхода на пенсию, а также ввёл табель о рангах, состоящую из 9-ти чинов. Специальным законом отныне устанавливался порядок наследования княжеского престола. Были учреждены институты государственного бюджета и главного государственного контроля, в задачи которого, по утверждению самого князя Николы I, входило «строго наблюдать, чтобы народная копейка не затерялась и не потратилась напрасно». Новое положение об общинном самоуправлении 1903 года фактически упразднило его, низведя муниципальные органы управления до положения низшего звена княжеской администрации.
Определённые успехи в усовершенствовании системы управления и установлении своеобразной законности в стране были достигнуты на фоне ухудшавшегося социально-экономического положения населения, следствием чего, в частности, стало увеличение потока трудовой миграции черногорцев в другие страны (прежде всего, в США). Недовольство подданных усилилось и вследствие увеличения налогов и торговых пошлин, а также введения в 1903 году государственной табачной монополии, отданной на откуп итальянцам.
«Дорогие мои черногорцы... если человек считается членом просвещённого человечества, то он должен быть и свободным гражданином; так думает ваш старый князь и государь, который с этими чувствами родился, возрос и остался».
В этих условиях князь Никола I предпринял шаг, воспринятый многими как нечто невероятное и необъяснимое: он решил даровать своим подданным конституционное устройство, гарантировавшее значительное увеличение их гражданских и политических прав. Для этой цели в Сербское королевство был послан один из учителей гимназии с заданием изучить сербские конституции и провести необходимые консультации. Через три недели он вернулся, вероятно, уже с готовым проектом черногорской конституции. 18 октября 1905 года вышла княжеская прокламация, в которой Никола I возвестил своим подданным о созыве в день Святого Николая всенародной скупщины для того чтобы совместно с правительством решить, «что будет самое лучшее для истинного и здравого развития» государства. Одновременно с прокламацией был издан указ о выборах 14 ноября того же года депутатов указанной в прокламации скупщины, открытие которой должно было состояться 4 декабря. В назначенный день состоялись выборы, в ходе которых, в соответствии с избирательным законом, от каждой капитании (а их в то время насчитывалось в Черногории более 50), а равно от городов, имеющих свыше 3000 населения, и городов Цетине, Подгорица, Никшич и Улцинь было избрано по одному депутату (в общей сложности 61 депутат от примерно 200 000 подданных Черногории).
Избранная всенародная скупщина, в задачи которой фактически входило лишь формальное утверждение того, что представит ей князь Никола Петрович, собралась на своё первое заседание 3 декабря 1905 года. На этом заседании были избраны председатель и секретари скупщины. 6 декабря в 12.00 князь Никола I открыл торжественное собрание скупщины в «Зетском доме» в Цетине, на котором в присутствии членов княжеской семьи и княжеского правительства, православного митрополита, католического архиепископа и мусульманского муфтия зачитал по листкам, подаваемым ему наследником престола Данилой, торжественную речь о даровании своим подданным конституции. Речь эта завершалась княжеской присягой следующего содержания:
| «Перед лицом Господа Бога, всех ангелов и святителей и перед представительством дорогого мне народа клянусь, что буду управлять по конституции и законам страны и во всех действиях буду преследовать благо и счастье моего народа, в чём присягаю по правде; да поможет мне Бог, которому буду отвечать на страшном суде. Аминь». |

Помимо прочего, в своей речи князь Никола упомянул и о необходимости увеличения государственных расходов, обусловленных введением конституционного правления, потребовавшего привлечения большого количества специалистов с сфере законотворчества.

## Структура конституции
Конституция состояла из короткой преамбулы, в которой князь и господарь Никола I «давал и провозглашал сию конституцию для княжества Черногории», и 222-х статей, разделённых на 16 отделов. Первые пять отделов устанавливали форму правления и конституционно-правовое положение главы государства (князя), народной скупщины, правительства и государственного совета, отделы VI—VII содержали основные положения, регулирующие деятельность армии, церкви, школы и благотворительных учреждений, отдел VIII устанавливал конституционно-правовые принципы осуществления судебной власти, отделы IX—XI были посвящены государственным финансам, государственному имуществу и государственному контролю, отдел XII конституировал основные принципы деятельности местного самоуправления и юридических лиц, а отдел XIII определял принципы прохождения государственной службы, и только в отделе XIV были определены конституционные права черногорских граждан. Отделы XV и XVI содержали нормы об изменении и дополнении конституции, а также переходные положения.

## Содержание конституции

### Система органов государственной власти и контроля
- Глава государства. Согласно статьям 1, 2, 156 Конституции, главой государства являлся Князь-Господарь, передающий свою власть по наследству и осуществляющий её в соответствии с конституцией; он обладал личной неприкосновенностью, юридическим иммунитетом и освобождением от уплаты налогов. Князь осуществлял законодательную власть совместно с Народной скупщиной, подписывая и публикуя принятые ею законы (статьи 3—4). Князь имел право приостановить деятельность Народной скупщины на срок до трёх месяцев в течение одной сессии, а также был вправе распустить её с условием, что новые выборы должны были пройти не позднее чем в следующие 4 месяца, а вновь избранная скупщина должна была быть созвана не позднее 6-ти месяцев с даты роспуска предыдущей (статья 66). Князь являлся защитником всех признанных вероисповеданий, верховным командующим войском, присваивал в установленном порядке военные чины, награждал орденами и титулами, назначал всех государственных чиновников, представлял страну в международных отношениях, имел право объявления амнистии и помилования по уголовным наказаниям (статьи 5—13). Князь и его Дом должны исповедовать православие, княжеская власть передавалась по наследству старшему потомку мужского пола (Статьи 14, 19)[11][12]. 15 августа 1910 года был принят закон, в соответствии с которым Черногория провозглашалась королевством, а князь Никола Петрович — наследным милостью Божьей королём Черногории[13].
- Законодательные органы. В соответствии со статьями 3 и 71 Конституции, законодательная власть осуществлялась Князем и Народной скупщиной. Народная скупщина избиралась на 4 года и созывалась Князем ежегодно в день Святого Луки (18 октября), в экстренных случаях Князь мог созвать чрезвычайное заседание скупщины. В состав Народной скупщины входили избранные народом представители, а также митрополит Черногорский, архиепископ Барский, черногорский муфтий, председатель и члены Государственного совета, председатель Верховного суда, председатель Главного государственного контроля и три бригадира, назначаемых Князем (статьи 42—45). Народные представители избирались в скупщину посредством прямых выборов по одному от каждой капитании, каждого областного города и города Улциня. Активным избирательным правом обладал каждый совершеннолетний черногорский подданный, за исключением осуждённых на тюремное заключение, действующих военных и ещё нескольких категорий. В состав скупщины могли избираться подданные не моложе 30-ти лет, постоянно живущие в Черногории, не ограниченные в правах и платящие не менее 15 крон налогов в год, за исключением полицейских чиновников (статьи 46—50, 53, 54). Ни один закон не мог быть принят, изменён, отменён или официально истолкован без согласия Народной скупщины. Законопроекты вносились в скупщину только правительством, после чего предварительно рассматривались соответствующей комиссией скупщины, которая имела право запрашивать у правительства соответствующие разъяснения. Сама скупщина также имела право вызвать на своё заседание министров или их поверенных для получения необходимых разъяснений (статьи 73, 78, 82—86). Определёнными полномочиями в сфере законодательства обладал назначаемый Князем Государственный совет в составе 6-ти членов, который предварительно рассматривал законопроекты, вносимые правительством скупщине и давал заключения на проекты, предлагаемые скупщиной правительству (Статьи 118, 120)[14][15].
- Исполнительные органы. В соответствии со статьями 104—105, исполнительная власть осуществлялась министерским советом (правительством), находящимся непосредственно под властью Князя, который назначал и увольнял министров по своему усмотрению. Министры при вступлении в должность приносят присягу Князю. Председатель правительства назначался Князем. Устанавливалась контрасигнатура соответствующих министров, которые являлись ответственными перед Князем и Народной скупщиной (Статьи 106—108). Министры и назначенные князем поверенные правительства вправе присутствовать на заседаниях Народной скупщины без права голоса и участвовать в обсуждении вопросов повестки дня. Скупщина обязана выслушать министра, пожелавшего выступить с каким-либо заявлением (статьи 79—81)[16][17].
- Судебные органы. Согласно статьям 143—144, судебную систему Черногории составляли Верховный (Высокий) суд, областные и капитанские суды; в определённых законом городах функции капитанского суда первой инстанции выполняли общинные суды. Все судьи назначались Князем, их деятельность регулировалась законом о судьях (Статья 145). Определёнными судебными полномочиями обладал Государственный совет, в компетенцию которого входило рассмотрение и вынесение решений по жалобам на решения министров и по жалобам на нарушение подзаконными актами гарантированных законом прав частных лиц или имущественных интересов государства. Кроме того, он был уполномочен разрешать споры между административными органами, а равно между судебными и административными органами, а также судить государственных чиновников за совершение дисциплинарных проступков (Статья 120)[18][19].
- Контрольные органы. Для контроля расходов государственного бюджета статья 170 учреждала специальный государственный орган — Главный государственный контроль. Он состоял из председателя и двух членов, назначаемых скупщиной из списка кандидатов, предлагаемых Государственным советом (Статья 171). Все административные органы и чиновники, а равно иные лица, осуществляющие расходование средств государственного бюджета, представляли в Главный государственный контроль соответствующие отчёты. Главный государственный контроль определял соответствие этих расходов расходным статьям принятого скупщиной бюджета и по истечении бюджетного года представлял ей общий отчет об исполнении бюджета со своими комментариями (Статьи 173—174). Определёнными контрольными полномочиями обладал Государственный совет, в компетенцию которого входило утверждение чрезвычайных и отдельных особо крупных бюджетных расходов, одобрение договоров между государством и частными лицами и утверждение чрезвычайных государственных займов в случае невозможности созыва скупщины, а также принятие решения о продаже государственной и муниципальной недвижимости. Государственный совет мог затребовать у Главного государственного контроля любые отчёты о государственных расходах и был уполномочен рассматривать жалобы на незаконность его решений (Статья 120)[20].

### Конституционное регулирование иных общественных институтов
- Армия. Конституция закрепила всеобщую воинскую повинность черногорцев (статья 122). Непосредственное управление войском осуществлял в соответствии со специальным законом Князь, который согласно статье 5 конституции являлся «главным повелителем всего войска». Конституция определяла подсудность военных судов в отношении лиц, состоящих на действительной военной службе, только рассмотрением уголовных дел (статьи 124—126)[21].

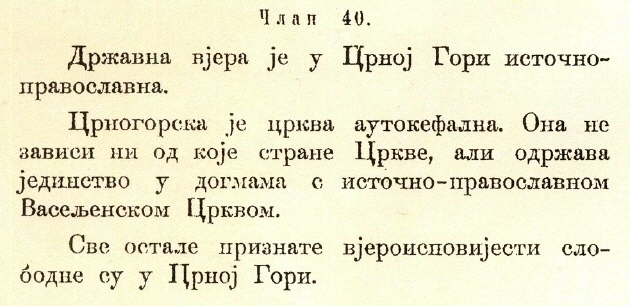
Статья 40 Конституции

- Церковь. Конституция установила в качестве государственной религии восточно-православную веру и закрепила автокефальность Черногорской православной церкви, догматически единой с восточно-православной вселенской церковью. Наряду с этим, конституция гарантировала свободу всем иным вероисповеданиям (статьи 40, 128). Управление внутренними делами православной церкви было закреплено за черногорской митрополией и архиерейским собором, римско-католической церкви — за Барским архиепископством, мусульманской общины — за черногорским муфтием. Духовные власти всех признанных вероисповеданий были переданы под надзор министра народного просвещения и церковных дел (статьи 129, 130, 134). Конституция запрещала какую-либо деятельность, направленную против восточно-православной веры в Черногории, прежде всего, обращение православных в иную веру (прозелитизм) (статья 136)[22][23].
- Школа. Начальное образование объявлялось обязательным и бесплатным в публичных начальных школах. Все общеобразовательные заведения находились под надзором министра народного просвещения и церковных дел (статья 138—139)[24].
- Местное самоуправление. В соответствии со статьёй 37, территория Черногории делилась на области, области на капитании, а последние на общины. Конституция гарантировала общинам право на местное самоуправление, осуществляемое общинным собранием, общинным комитетом и кметовским судом[25][19].

### Основные права и свободы граждан
Конституция гарантировала всем подданным Черногории равенство перед законом и неприкосновенность личности (статьи 196—199). В сфере уголовного судопроизводства конституция устанавливала право обвиняемых на судебную защиту и право на рассмотрение дела в надлежащем суде. Перечень правонарушений и соответствующих им наказаний должен был быть чётко установлен законом (статьи 152, 200—202). Конституция отменила применение смертной казни за «чисто политические дела», за исключением покушения на жизнь главы государства и членов его семьи, а также случаев, когда смертная казнь предусмотрена законами военного времени (статья 203). В сфере имущественных отношений конституция гарантировала подданным неприкосновенность жилища, право на частную собственность, а также запрет конфискации имущества в качестве наказания, а равно его изъятия для публичных нужд, кроме прямо установленных законом случаев (статьи 203—207).
Кроме того, конституция установила гарантии свободы совести и вероисповедания, свободы слова и свободы печати, запретила цензуру (статьи 208—210). Гарантировалась неприкосновенность тайны корреспонденции, которая могла быть ограничена только в военное время и при расследовании преступлений (статья 211). В политической сфере конституция даровала подданным свободу собраний, свободу ассоциаций, а также право подачи петиций и жалоб (статьи 212—214). В соответствии со статьёй 215, любой черногорец мог выйти из черногорского подданства при условии исполнения всех своих обязательств перед государством и частными лицами.

## Порядок изменения конституции
Согласно статье 218, конституция не могла быть отменена ни полностью, ни в части. Изменение, дополнение или разъяснение положений конституции могло быть осуществлено только по предложению главы государства или Народной скупщины. Предложение вносится на рассмотрение Народной скупщины и считается предварительно принятым, если за него проголосовали две трети присутствующих депутатов. Для окончательного принятия предложения было необходимо, чтобы за него в таком же порядке проголосовали последовательно две следующие очередные Народные скупщины (статьи 219—220).

## Реализация и отмена конституции
«К чему нам какая-то конституция? Дай мне справедливый суд, не души меня бесконечными поборами и повинностями, не оскорбляй меня на каждом шагу, дай мне моё, дай мне хоть дома быть полным хозяином, а не вечно подчинённым начальству... и больше мне ничего не надо».
Первые выборы в Народную скупщину прошли 14 сентября 1906 года. 25 октября того же года скупщина начала свою работу и её первым политическим актом стало выражение недоверия правительству Лазара Миюшковича. Князь принял отставку правительства 6 ноября (11 ноября по новому стилю), после чего по соглашению со скупщиной назначил новое правительство во главе с Марко Радуловичем.
Первая Народная скупщина была распущена 9 июля 1907 года, а вновь избранная скупщина начала работу 21 ноября того же года. Выборы в Народную скупщину третьего созыва прошли 27  сентября 1911 года, скупщина приступила к работе 1 декабря того же года и была распущена 25 октября 1913 года. Четвёртый созыв Народной скупщины, ставший последним в истории королевства, был избран 11 января 1914 года, приступил к работе 28 января того же года, а завершила свою работу 4 января 1916 года.
Во время I Мировой войны Черногория выступила на стороне Антанты и в начале 1916 года была оккупирована австро-венгерскими войсками. Король Никола I бежал в Италию. Это стало концом существования черногорской конституционной монархии, действие конституции фактически было приостановлено. Оккупационные власти отменили многие конституционные права и свободы граждан, правосудие отправлялось военно-полевыми судами, политическая активность населения жёстко подавлялась. Методичный грабёж и вывоз в Германию и Австро-Венгрию жизненно важных для страны ресурсов вскоре привели ко всеобщему обнищанию и голоду. После капитуляции Австро-Венгрии и освобождения Черногории в начале ноября 1918 года начался политический процесс присоединения территории королевства к Сербии. 26 ноября 1918 года собравшаяся в Подгорице Народная скупщина Черногории приняла решение о низложении королевской династии Петровичей-Негошей, конфискации всего королевского имущества и присоединении Черногории к Сербии. Этот акт юридически закрепил отмену конституции Черногории 1905 года.

## Исторические источники
- Конституция Черногории 1905. Интернет-библиотека конституций Романа Пашкова. Дата обращения: 30 июля 2015.

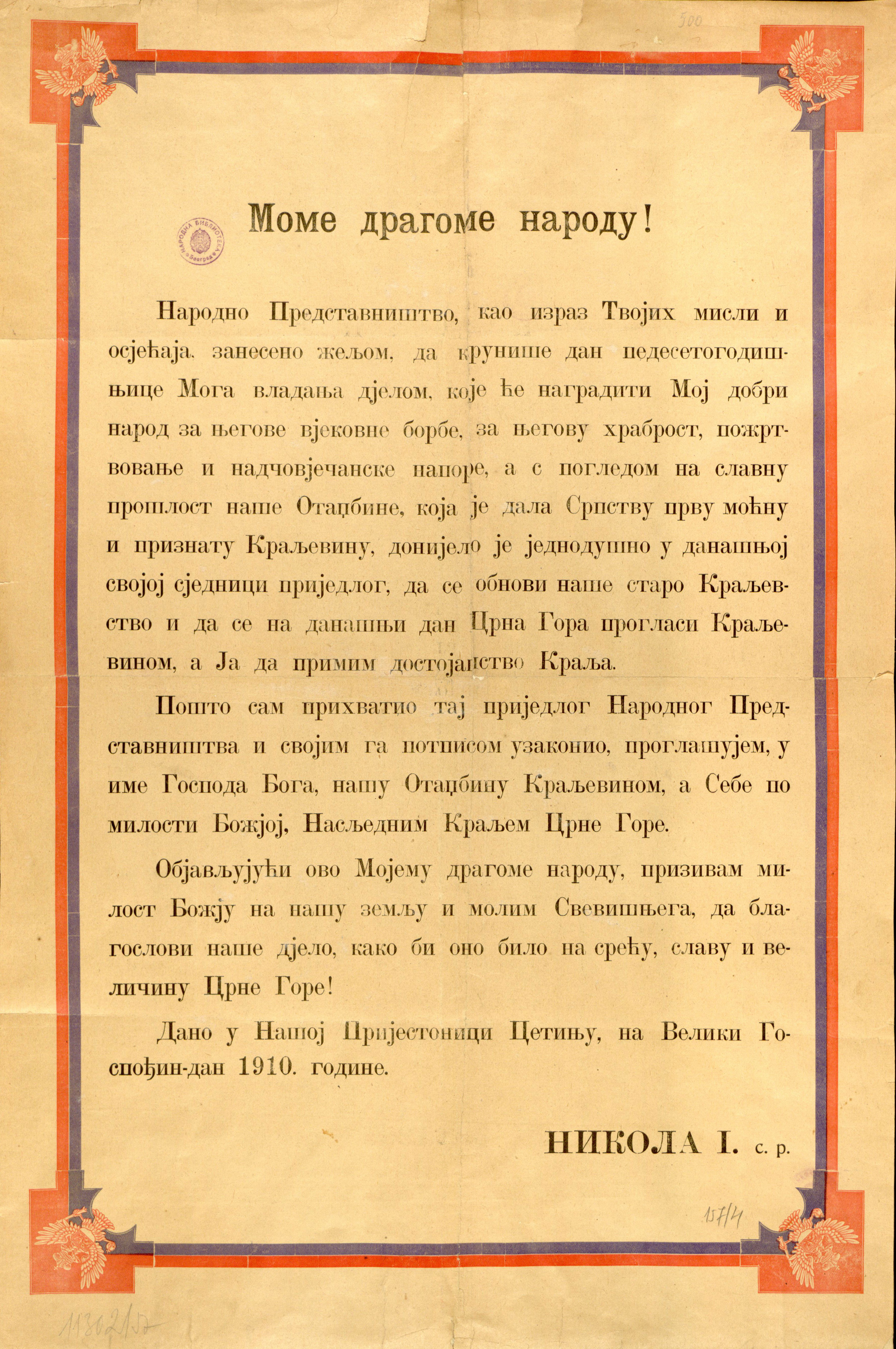
Прокламация о провозглашении Черногории королевством

- Закон о проглашењу Књажевине Црне Горе за Краљевину (серб.). Njegos.org. Дата обращения: 30 июля 2015.